# Řídký (železniční zastávka)
Řídký je železniční zastávka nacházející se u jihovýchodního konce zástavby obce Řídký v okrese Svitavy. Zastávka leží v km 18,734 neelektrizované jednokolejné trati Choceň–Litomyšl mezi dopravnami Cerekvice nad Loučnou a Litomyšl.

## Historie
Trať procházející zastávkou byla zprovozněna 22. října 1882, ale zastávka s tehdejším názvem Ridka byla otevřena až 20. května 1884.
Po roce 1918 byl zaveden český název Řídký, výjimkou byla pouze léta 1939 až 1945, kdy se používalo dvojjazyčné označení Ridka / Řídký.

## Popis zastávky

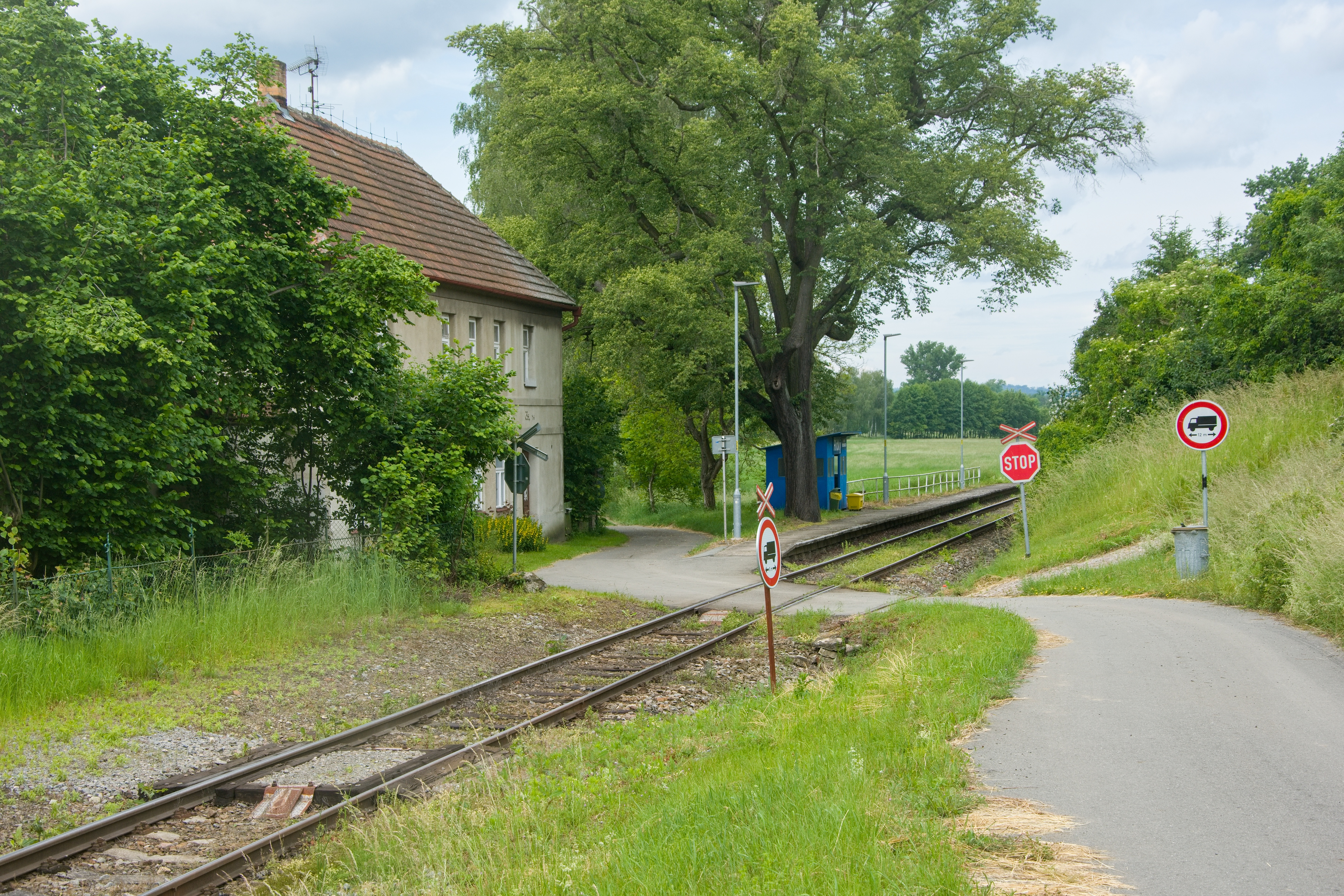
Celkový pohled na zastávku, v popředí přejezdy P5181 a P5182

V zastávce je u traťové koleje zřízeno vnější jednostranné nástupiště o délce 70 m s nástupní hranou ve výšce 300 mm nad temenem kolejnice. Přístup k zastávce je úrovňový z místní komunikace. Cestujícím je k dispozici přístřešek.
Přímo u zastávky se nacházejí dva přejezdy, v km 14,257 leží přejezd P5181 (místní komunikace Řídký - Nová Sídla) a o dvanáct metrů dále směrem k Litomyšli následuje přejezd P5182 (polní cesta do zahrady). Oba přejezdy jsou zabezpečeny výstražnými kříži.